# Parque forestal de Gambissara
Parque forestal de Gambissara (en inglés: Gambissara Forest Park) es un área boscosa protegida en el país africano de Gambia. Fue establecido el 1 de enero de 1954, que abarca 308 hectáreas. Recibe ese nombre por una ciudad cercana. Administrativamente está incluido en la División Upper River (División del Río Alto) al extremo de oeste de Gambia.